# Trasposizione sigmatropica
La trasposizione sigmatropica, o riarrangiamento sigmatropico, è una reazione periciclica che consiste nella migrazione intramolecolare di un legame σ, adiacente a uno o più sistemi π, in una nuova posizione con conseguente riorganizzazione dei legami π.
Per indicare i diversi riarrangiamenti termici o fotochimici si è soliti ricorrere a una notazione che esprime, all'interno di parentesi quadre, la posizione dei due gruppi implicati nel riarrangiamento. Ad esempio, nella seguente trasposizione sigmatropica [1,5] un atomo di idrogeno passa dalla posizione 1 alla posizione 5:
Noti esempi di trasposizione sigmatropica sono la Claisen e la Cope, entrambe del tipo [3,3].

## Meccanismo
Come tutte le altre reazioni pericicliche, anche le trasposizioni sigmatropiche sono controllate dalla simmetria degli orbitali. Il meccanismo di reazione può procedere attraverso due differenti percorsi: nella trasposizione suprafacciale il gruppo si sposta lungo la stessa "faccia" del sistema π, mentre in quella antarafacciale la migrazione avviene da una faccia all'altra.

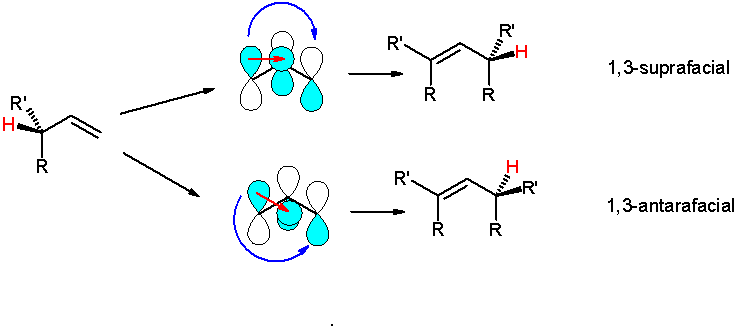
I due differenti percorsi, suprafacciale e antarafacciale, in cui può procedere una trasposizione sigmatropica. Da notare la differente stereochimica dei prodotti finali.

Applicando le regole di Woodward-Hoffmann, si può giungere alle seguenti conclusioni: per le reazioni termiche, se è presente un numero pari di doppi legami la reazione è antarafacciale, mentre in presenza di un numero dispari di doppi legami la reazione è suprafacciale; per le reazioni fotochimiche vale esattamente il contrario.
Lo stato di transizione possiede una struttura ciclica, come evidenziato nel caso della trasposizione sigmatropica [3,3] degenere dell'1,5-esadiene (una trasposizione di Cope):

## Esempi
Basandosi sulla nomenclatura di Woodward–Hoffman, che usa la notazione [i,j], è possibile riassumere schematicamente le diverse trasposizioni sigmatropiche nel seguente modo:
A queste si aggiungono inoltre le seguenti trasposizioni:

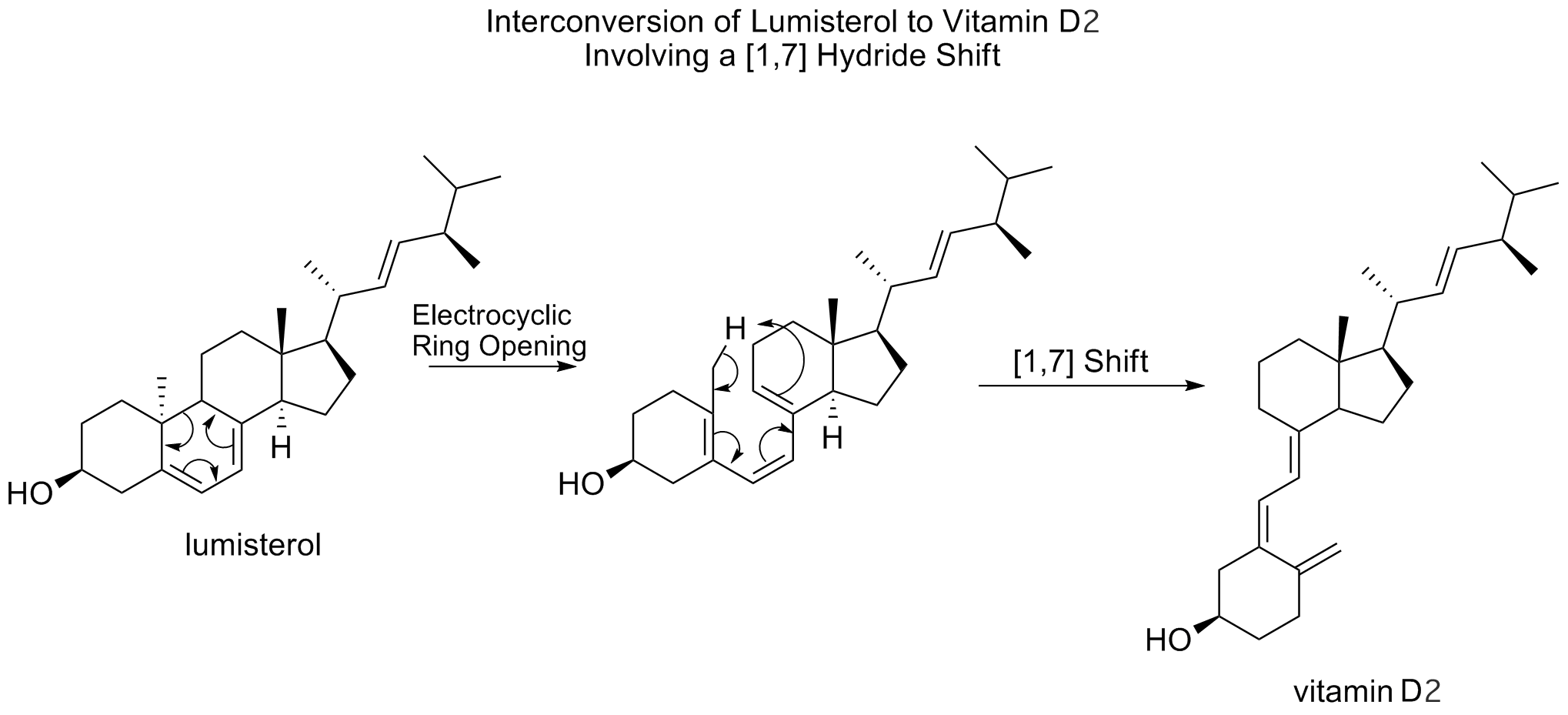
Trasposizione sigmatropica [1,7]: fase finale della sintesi della vitamina D2
Trasposizione sigmatropica [2,3]
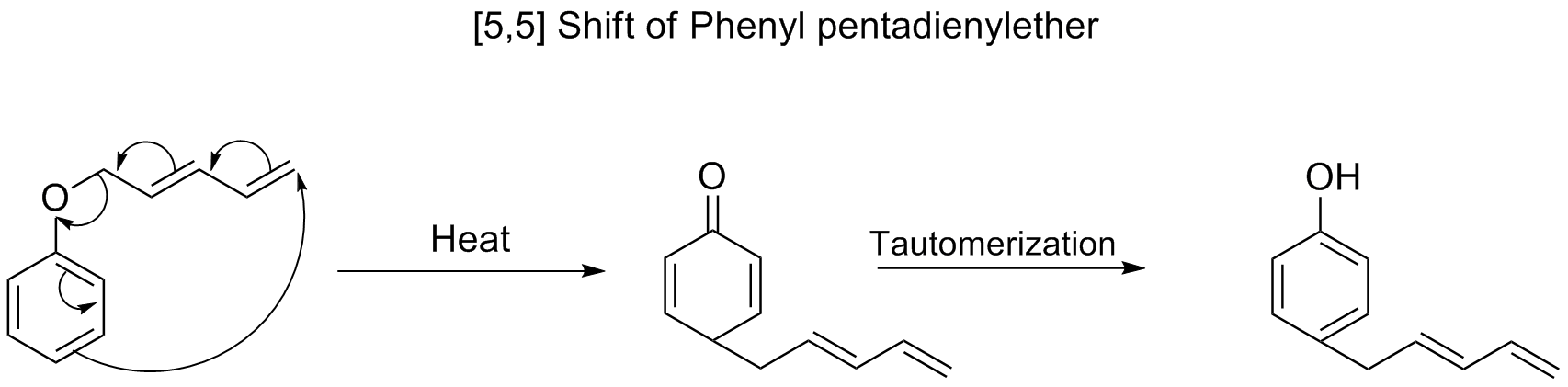
Trasposizione sigmatropica [5,5] (nell'esempio, seguita da tautomeria cheto-enolica)